# FC Santos

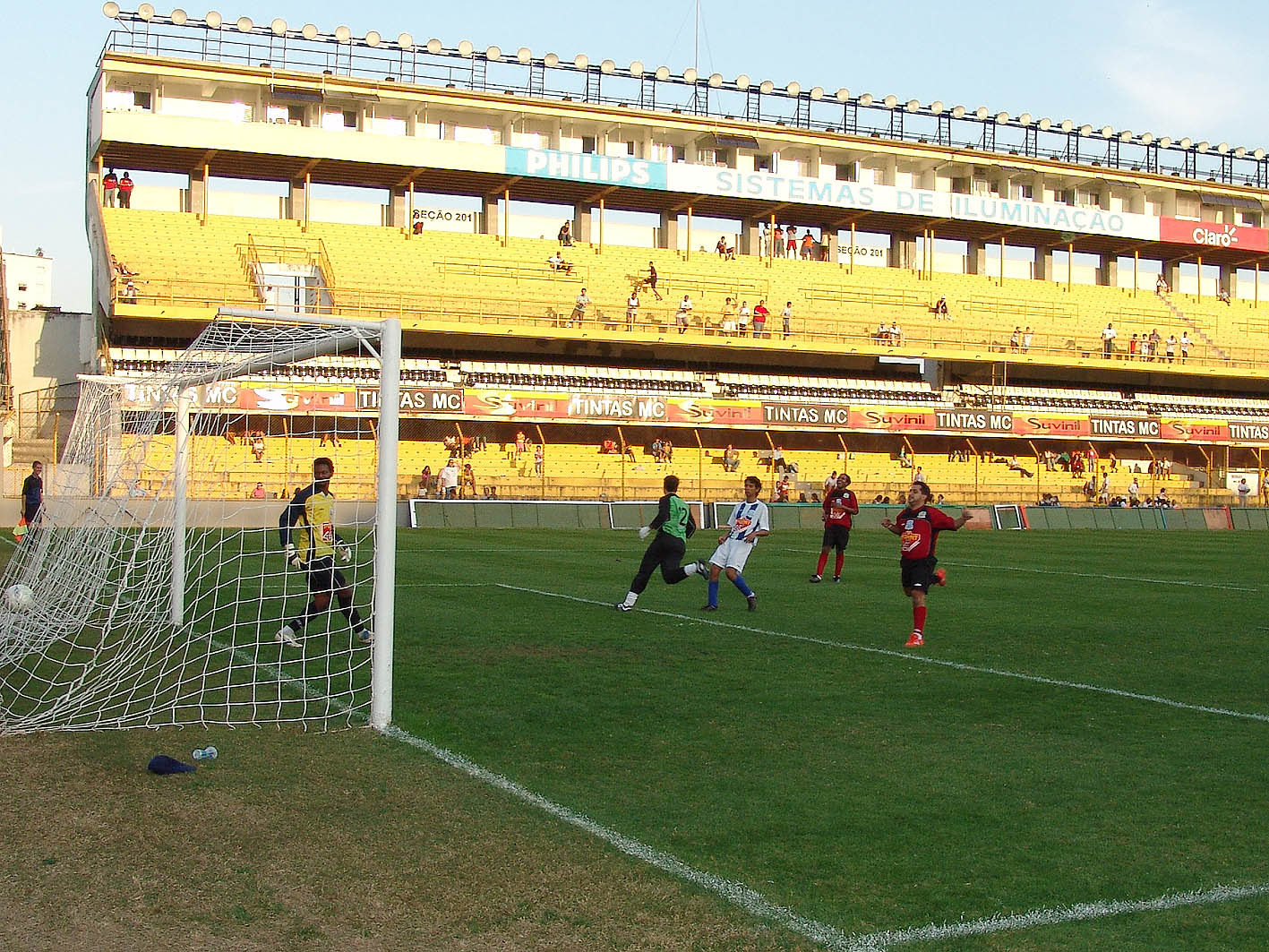
Das Stadion Vila Belmiro

Der Santos Futebol Clube, im deutschsprachigen Raum allgemein bekannt als FC Santos, ist ein Fußballverein aus der brasilianischen Stadt Santos, einer Hafenstadt im Bundesstaat São Paulo.

## Geschichte
Der Verein wurde am 14. April 1912 als „Santos Foot-Ball Clube“ von Raimundo Marques, Mário Ferraz de Campos und Argemiro de Souza Júnior gegründet. Am 22. Juni 1912 bestritt die Mannschaft ihr erstes Spiel. Bekanntester Spieler der Vereinsgeschichte ist Pelé. Der 1999 vom Internationalen Olympischen Komitee zum „Athlet des Jahrhunderts“ gekürte Ausnahmefußballer startete 1956 im Alter von fünfzehn Jahren seine Karriere bei Santos. Mit Pelé gewann Santos 1962 und 1963 sowohl die Copa Libertadores, als auch den Weltpokal.
Die Fans des FC Santos werden als Santistas bezeichnet. Die Vereinsfarben sind Schwarz-Weiß.
Die Heimspielstätte Estádio Urbano Caldeira, auch als Vila Belmiro bezeichnet, wurde am 12. Oktober 1916 eingeweiht. Heutzutage hat es eine offizielle Kapazität von etwa 18.000 Zuschauern. Bei einem Spiel gegen Corinthians São Paulo 1964 wurden aber auch schon 33.000 Zuschauer gezählt. Der Verein ist bekannt dafür, viele neue Talente hervorzubringen, wie Pelé, Robinho, Neymar oder Gabriel Barbosa. Bei Großereignissen weicht Santos auch manchmal in das wesentlich größere Estádio do Morumbi in São Paulo aus.
Seit 1997 hat der Verein, mit Unterbrechung von 2012 bis 2014, eine erfolgreiche Frauenfußballabteilung.
Nach einer 1:2-Niederlage gegen Fortaleza am letzten Spieltag stieg der Verein 2023 erstmals in seiner Geschichte aus der ersten Liga ab. Der Klub hatte zuvor nur einmal nicht am Spielbetrieb der ersten Liga teilgenommen. Die Austragung des Wettbewerbs von 1979 hatte Santos boykottiert. In der Série B 2024 sicherte sich der Klub am 36. Spieltag den direkten Wiederaufstieg und am 37. die Meisterschaft in der Série B.

## Geplanter Stadionneubau
Die sportliche Heimat Estádio Urbano Caldeira ist über 100 Jahre alt. Der Club plant den Bau eines neuen Stadions mit 30.000 Plätzen. Die Vorstandsmitglieder des Clubs haben am 1. Dezember 2022 dem Projekt mit dem Ingenieurbüro WTorre zugestimmt. WTorre war auch am Bau des Allianz Parque von Palmeiras São Paulo beteiligt, wo dasselbe Partnerschaftsmodell zum Tragen kam. Am 17. Dezember stimmen bei der Generalversammlung die Mitglieder über die Partnerschaft zwischen Santos und WTorre ab. Die Arena Vila Belmiro soll 300 Mio. BRL (rund 54,7 Mio. Euro) kosten und am Standort des Estádio Urbano Caldeira errichtet werden. WTorre wird die Kosten des Baus tragen und das Stadion im Rahmen eines Vertrags über 30 Jahre betreiben. WTorre  wird die ersten Jahre nach der Einweihung die wirtschaftlichen Rechte an der Arena behalten. Der Baubeginn könnte in der zweiten Jahreshälfte 2023 erfolgen. Als Ausweichspielstätte würde der FC Santos das Estádio do Canindé von der Associação Portuguesa de Desportos nutzen.

## Aktueller Kader
Stand 19. März 2025
| Nr. |             | Position | Name                                                |
| --- | ----------- | -------- | --------------------------------------------------- |
| 1   | Brasilien   | TW       | João Paulo (4. Kapitän)                             |
| 2   | Brasilien   | AB       | Zé Ivaldo (ausgeliehen von Belo Horizonte Cruzeiro) |
| 3   | Brasilien   | AB       | João Basso                                          |
| 4   | Brasilien   | AB       | Gil                                                 |
| 5   | Brasilien   | MF       | João Schmidt                                        |
| 7   | Venezuela   | ST       | Yeferson Soteldo                                    |
| 8   | Venezuela   | MF       | Tomás Rincón (Vizekapitän)                          |
| 9   | Brasilien   | ST       | Tiquinho Soares                                     |
| 10  | Brasilien   | ST       | Neymar ()                                           |
| 11  | Brasilien   | ST       | Guilherme                                           |
| 12  | Brasilien   | TW       | Diógenes                                            |
| 13  | Brasilien   | AB       | Aderlan                                             |
| 14  | Brasilien   | AB       | Luan Peres                                          |
| 16  | Brasilien   | MF       | Thaciano                                            |
| 21  | Brasilien   | MF       | Diego Pituca (3. Kapitän)                           |
| 22  | Argentinien | ST       | Álvaro Barreal (ausgeliehen von FC Cincinnati)      |
| 25  | Brasilien   | AB       | Luisão                                              |

| Nr. |             | Position | Name                                             |
| --- | ----------- | -------- | ------------------------------------------------ |
| 29  | Argentinien | AB       | Leo Godoy (ausgeliehen von Athletico Paranaense) |
| 30  | Brasilien   | AB       | Vinicius Lira                                    |
| 31  | Argentinien | AB       | Gonzalo Escobar                                  |
| 32  | Argentinien | MF       | Benjamín Rollheiser                              |
| 33  | Brasilien   | AB       | Souza                                            |
| 35  | Brasilien   | MF       | Hyan                                             |
| 36  | Brasilien   | ST       | Deivid Washington (ausgeliehen von FC Chelsea)   |
| 38  | Brasilien   | AB       | Kevyson                                          |
| 41  | Brasilien   | ST       | Mateus Xavier                                    |
| 44  | Brasilien   | AB       | JP Chermont                                      |
| 47  | Bolivien    | MF       | Miguel Terceros                                  |
| 49  | Brasilien   | MF       | Gabriel Bontempo                                 |
| 70  | Brasilien   | ST       | Gabriel Veron (ausgeliehen von FC Porto)         |
| 77  | Brasilien   | TW       | Gabriel Brazão                                   |
| 79  | Brasilien   | ST       | Luca Meirelles                                   |
|     | Brasilien   | MF       | Gustavo Henrique                                 |
|     | Brasilien   | MF       | Zé Rafael                                        |

## Erfolge
- Weltpokal: 1962, 1963
- Copa-Libertadores-Sieger: 1962, 1963, 2011
- Copa-Conmebol-Sieger: 1998

- Brasilianischer Meister: 1961, 1962, 1963, 1964, 1965, 1968, 2002, 2004
  - Taça Brasil: 1961, 1962, 1963, 1964, 1965
  - Torneio Roberto Gomes Pedrosa: 1968
  - Série A: 2002, 2004
- Brasilianischer Pokalsieger: 2010
- Torneio Rio-São Paulo: 1959, 1963, 1964 (gemeinsam mit Botafogo FR), 1966 (geteilt mit drei Klubs), 1997
- Staatsmeisterschaft von São Paulo: (22) 1935, 1955, 1956, 1958, 1960, 1961, 1962, 1964, 1965, 1967, 1968, 1969, 1973, 1978, 1984, 2006, 2007, 2010, 2011, 2012, 2015, 2016
- Staatspokal von São Paulo: 2004
- Série B: 2024

Junioren
- Volkswagen Junior Masters: 2010

## Bekannte Spieler (Auswahl)
- André
- Araken
- Carlos Alberto Torres
- Clodoaldo
- Coutinho
- Dalmo Gaspar
- Deivid de Souza
- Domingos Nascimento dos Santos Filho
- Diego Ribas da Cunha
- Elano
- Gabriel Barbosa
- Gilmar
- Giovanni
- Laércio José Milani
- Leopoldo Luque
- Mauro
- Mengálvio
- Nené
- Neymar
- Pelé
- Pepe
- José Ramos
- Renato
- Ricardinho
- Ricardo Oliveira
- Robinho
- Dorval Rodrigues
- Serginho Chulapa
- Wilson
- Zé Roberto
- Zetti
- Zito
- Alexandre de Carvalho Kaneko

### Top 10 nach Einsätzen und Toren
(Stand: 1. Februar 2013; berücksichtigt wurden allen Pflichtspiele und -tore der einzelnen brasilianischen Meisterschaften und deren Vorläufer sowie der Campeonato Paulista)
| Einsätze                         | Einsätze       | Einsätze       | Einsätze |
| -------------------------------- | -------------- | -------------- | -------- |
| 1                                | Pepe           | 1954–1969      | 750      |
| 2                                | Zito           | 1952–1967      | 727      |
| 3                                | Lima           | 1961–1973      | 696      |
| 4                                | Pelé           | 1956–1974      | 648      |
| 5                                | Edú            | 1966–1976      | 584      |
| 6                                | Clodoaldo      | 1966–1979      | 510      |
| 7                                | Coutinho       | 1958–1967 1970 | 457      |
| 8                                | Carlos Alberto | 1966–1974      | 445      |
| 9                                | Manga          | 1951–1960      | 404      |
| 10                               | Antoninho      | 1941–1954      | 400      |
| * = noch für den FC Santos aktiv |                |                |          |

| Tore                             | Tore              | Tore                          | Tore |
| -------------------------------- | ----------------- | ----------------------------- | ---- |
| 1                                | Pelé              | 1956–1974                     | 619  |
| 2                                | Pepe              | 1954–1969                     | 405  |
| 3                                | Coutinho          | 1958–1967 1970                | 370  |
| 4                                | Toninho Guerreiro | 1963–1969                     | 283  |
| 5                                | Feitiço           | 1927–1933                     | 206  |
| 6                                | Edú               | 1966–1976                     | 183  |
| 7                                | Araken Patusca    | 1920–1924 1926–1929 1934–1937 | 177  |
| 8                                | Pagão             | 1955–1963                     | 159  |
| 9                                | Camarão           | 1923–1932                     | 150  |
| 10                               | Antoninho         | 1941–1954                     | 145  |
| * = noch für den FC Santos aktiv |                   |                               |      |

## Ehemalige Trainer (Auswahl)
(unvollständig)
| Name des Trainers    | Zeitraum                        | Bemerkung |
| -------------------- | ------------------------------- | --------- |
| Urbano Caldeira      | 1913–1932                       |           |
| Caêtano di Domênica  | 1934–1935 1950                  |           |
| Antoninho            | 1951 1953–1954 1966–1971        |           |
| Lula                 | 1954–1966                       |           |
| Pepe                 | 1973                            |           |
| Formiga              | 1978–1979 1982–1984 1986–1987 ? |           |
| Castilho             | 1984–1985                       |           |
| Geninho              | 1986–1987 1992                  |           |
| Vanderlei Luxemburgo | 1997, 2004 2006–2007 2009       |           |
| Emerson Leão         | 1998 2001–2004 2008             |           |
| Paulo Autuori        | 2000                            |           |
| Dorival Júnior       | 2010                            |           |